# Fugløya (Svalbard)
Pour l'île de la mer de Norvège, voir Fugløya.
Fugløya est une île norvégienne située au Svalbard. Elle est l'île la plus méridionale et la deuxième en taille de l'archipel des Nordvestøyane. L'île a une superficie d'environ 2,5 km2.
L'île est située dans l'extrême nord du fjord  Fuglefjorden lui-même situé dans la presqu'île de Vasahalvøya sur la Terre d'Albert I  au nord du Spitzberg. 
L'île fait partie du Parc national de Nordvest-Spisbergen. Elle a été cartographiée lors d'une expédition en 1876-1878 à laquelle a participé Georg Ossian Sras. 